# Películas con trucos
En los inicios de la historia del cine, las películas con trucos eran cortometrajes mudos diseñados para presentar efectos especiales innovadores.

## Historia
El género de las 'películas con trucos' fue desarrollado por Georges Méliès en algunos de sus primeros experimentos cinematográficos, y sus obras siguen siendo los ejemplos más clásicos del género. Otros experimentadores tempranos incluyeron a los showmen franceses Émile y Vincent Isola, los magos británicos David Devant y John Nevil Maskelyne, y los directores de fotografía estadounidenses Billy Bitzer y James Stuart Blackton.
En los primeros años del cine, especialmente entre 1898 y 1908, las películas con trucos fueron uno de los géneros cinematográficos más populares del mundo. Antes de 1906, probablemente era el segundo género más prevalente en el cine, superado solo por las películas de no ficción. Las técnicas exploradas en estas películas con trucos incluyeron cámara lenta y cámara rápida creadas variando la velocidad de arranque de la cámara; el dispositivo de edición llamado empalme de sustitución; y varios efectos en la cámara, como exposición múltiple.
Las "novedades de trucos", como los británicos a menudo llaman a las películas con trucos, recibieron una gran popularidad en el Reino Unido, con Robert W. Paul y Cecil Hepworth entre sus practicantes. John Howard Martin, del dúo de cineastas Cricks y Martin, produjo películas con trucos populares hasta 1913, cuando comenzó a trabajar en solitario. Sin embargo, el interés británico en las películas con trucos estaba generalmente en declive en 1912, e incluso una producción elaborada como La conquista del polo de Méliès fue recibida con relativa frialdad.
Elementos del estilo de las películas con trucos sobrevivieron en los chistes visuales de las películas de comedia muda, como Sherlock Jr. de Buster Keaton. La naturaleza espectacular de las películas con trucos también perduró en otros géneros, incluidas las películas musicales, las películas de ciencia ficción, películas de terror y películas de espadachín.

## Estilo
Las películas con trucos no deben confundirse con los cortometrajes mudos que presentan actos de magia escénica convencionales ("películas de trucos", en palabras del historiador de cine Matthew Solomon). En cambio, las películas con trucos crean ilusiones utilizando técnicas cinematográficas.
Las películas con trucos generalmente transmiten un humor vivaz, creado no tanto por bromas o situaciones cómicas como por el capricho enérgico inherente a hacer que eventos imposibles parezcan ocurrir. Como ha señalado el filósofo Noël Carroll, la comedia en el estilo de película con trucos de Méliès es "una cuestión de alegría nacida de maravillosas transformaciones y eventos físicamente imposibles", "una comedia de liberación metafísica que celebra la posibilidad de sustituir las leyes de la física por las leyes de la imaginación".